# Ланг, Александр Александрович
Александр Александрович Ланг (1872—1917) — русский прозаик, поэт, драматург. Использовал псевдонимы А. Л. Миропольский и А. Березин.

## Биография
Выходец из семьи обрусевших немцев, старший сын московского книгопродавца Александра Ивановича Ланга. Брат художницы Е. А. Ланг. Учился в 1-й московской гимназии Ф. И. Креймана, где сблизился с В. Я. Брюсовым. Начал печататься в 1894 году (сборник «Русские символисты»). По окончании гимназии работал в магазине отца — «неохотно — мечтая о литературной карьере».
Публиковался во 2-м сборнике «Русские символисты» (М., 1894), в альманахах «Северные цветы», «Гриф», в журнале «Ребус». В 1899 году выпустил сборник стихов «Одинокий труд» (под псевдонимом А. Березин), проникнутый декадентскими настроениями. Испытал увлечение спиритизмом, сказавшееся в поэмах «Ведьма» (1905, предисловие Андрея Белого) и «Лествица» (отдельное издание 1903, предисловие Брюсова) написанной четырехстишиями смешанным метром, хореем, ямбом, хореем, амфибрахием и опять смешанным метром. После 1905 года отошел от литературной деятельности. Миропольскому посвящен цикл Брюсова «Chefs d’oeuvre» (3 изд., 1908), он же — один из главных героев ранней брюсовской прозы.
Был чернобородый Александр Александрович Ланг, сын книготорговца, один из могикан от «декадентства» (псевдоним «Миропольский»), спирит с шевелюрой: длинный и бледный, как глист, со впалой грудью, узкими плечами и лукаво-невинными голубыми глазами, он производил впечатление добряка, словам которого нельзя верить: невинно солжет и даже не заметит. Он сиял благоволением от… спиритизма…Андрей Белый. Начало века
Уютный, добродушный Ланг-Миропольский, соучастник тайных спиритических действ В. Брюсова, поблескивая очками и размахивая граблеобразными руками, любил рассказывать всевозможные потусторонние небылицы. Как поэт он просто не существовал, но был одарен довольно тонким пониманием искусства и очень приятен в общенииН. И. Петровская. Воспоминания
Он был добрым, мягким, очень интересным человеком, увлекавшимся спиритизмом, живописью, фотографией и разведением кактусовВ. Никитина Дом окнами на закат. Воспоминания